# Aljaksej Jaŭchimavič Kljaščoŭ
Aljaksej Jaŭchimavič Kljaščoŭ (in bielorusso Аляксей Яўхімавіч Кляшчоў?, in russo Алексей Ефимович Клещёв?, Aleksej Efimovič Kleščëv; Michnoviči, 25 febbraio 1905 – Mosca, 13 dicembre 1968) è stato un generale e politico sovietico di nazionalità bielorussa.
È stato membro dal 1928 del Partito Comunista di tutta l'Unione (bolscevico) e deputato del Soviet Supremo dell'Unione Sovietica per due legislature. È stato inoltre presidente del consiglio dei Ministri della RSS Bielorussa.